# Dżankoj
Dżankoj (ukr. Джанкой, ros. Джанкой, krymskotat. Canköy) – miasto na Krymie. W pobliżu miasta znajduje się lotnisko wojskowe.
Miasto leży na krymskiej Równinie Północnej. Liczy 38 669 osób.

## Historia
Miasto powstało w 1855 r.
Podczas okupacji hitlerowskiej, 7 listopada 1941 roku Niemcy utworzyli getto dla żydowskich mieszkańców. Przebywało w nim około 500 osób. 31 grudnia 1941 roku Naziści zlikwidowali getto i zamordowali Żydów. 